# چشم‌سفید هلیای ابروزرد
چشم‌سفید هلیای ابروزرد (نام علمی: Lophozosterops superciliaris) نام یک گونه از تیره چشم‌سفید است.